# Theodor-Heuss-Platz (metropolitana di Berlino)
La stazione di Theodor-Heuss-Platz è una stazione della metropolitana di Berlino situata sulla linea U2.
Prende il nome dal Theodor-Heuss-Platz, la piazza sotto cui sorge.
È posta sotto tutela monumentale (Denkmalschutz).

## Storia
La stazione fu inaugurata il 29 marzo 1908 col nome di Reichskanzlerplatz, nome della piazza omonima all'epoca.
La piazza e la stazione mantennero tale nome fino al 1933.
Fu costruita secondo il progetto di Alfred Grenander durante la seconda estensione occidentale del percorso Stammstrecke che si estendeva da Warschauer Straße fino a Knie (oggi Ernst-Reuter-Platz). Due settimane prima dell'apertura ufficiale, l'imperatore Guglielmo II di Germania ebbe l'occasione di viaggiare fino alla stazione, che era il capolinea della U2 fino all'apertura di Stadion (oggi Olympia-Stadion) nel 1913.
Nel 21 aprile 1933, durante il periodo nazista, la piazza fu rinominata Adolf-Hitler-Platz, (Adolf Hitler aveva un appartamento nelle vicinanze; il palazzo di Gioventù hitleriana era anch'esso situato lì), di conseguenza anche la stazione prese questo nome. Dopo la Seconda Guerra mondiale gli alleati chiamarono nuovamente la stazione Reichskanzlerplatz, finché non fu definitivamente battezzata Theodor-Heuss-Platz il 18 dicembre 1963, in onore del presidente Theodor Heuss, che era morto sei giorni prima.

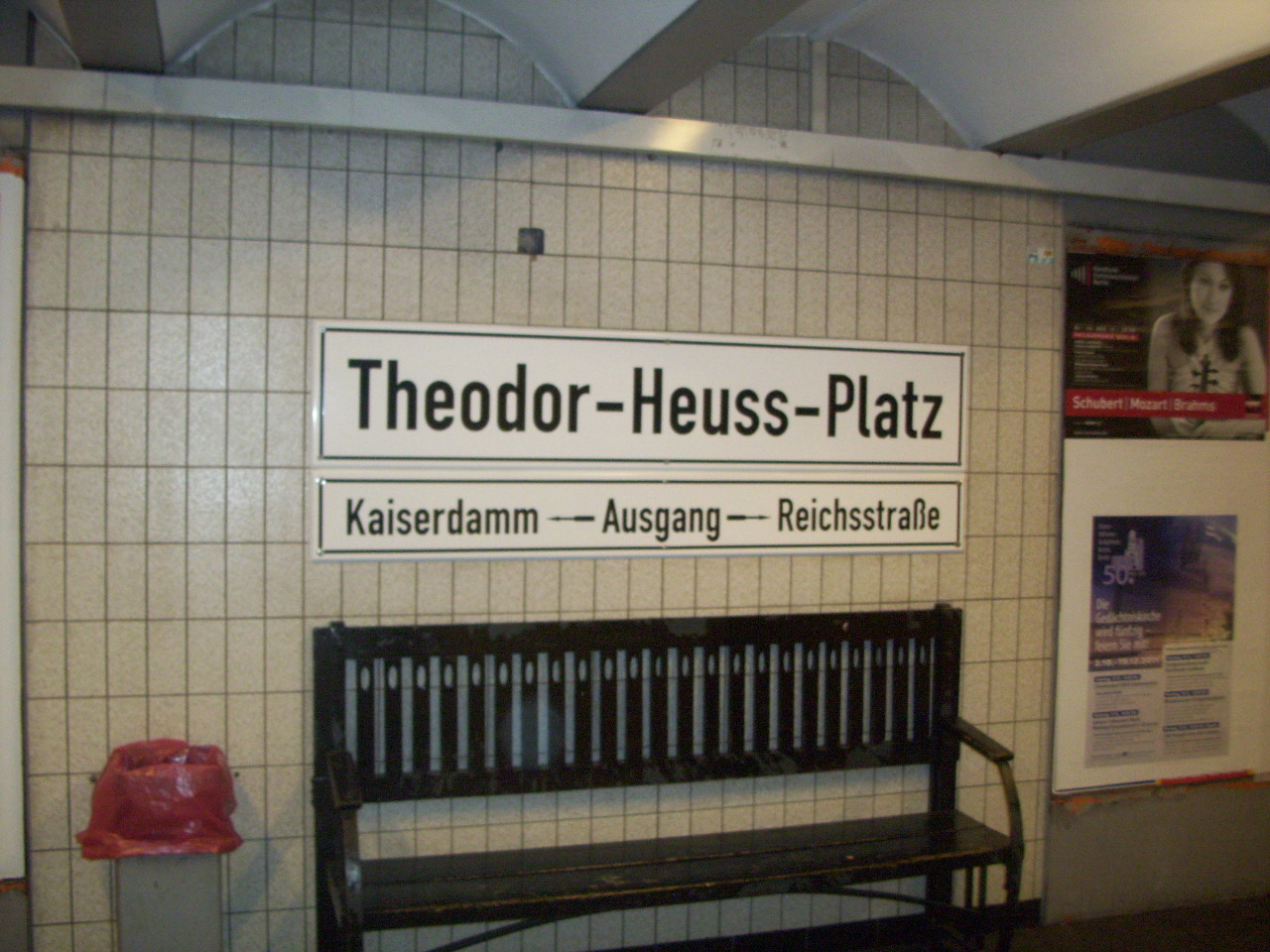
Particolare della stazione

La stazione dispone di due banchine, una per ogni direzione, che però non sono collegate, quindi i passeggeri, per raggiungere una delle due direzioni della U2, devono attraversare la strada per raggiungere i treni nella direzione in cui sono diretti.
Anche se ha subito solo pochi danni durante la seconda guerra mondiale, l'arredamento originale, tra cui le piastrelle di maiolica Kadyny, non viene mantenuto.